# Ratpenat de cua de rata de MacInnes
El ratpenat de cua de rata de MacInnes (Rhinopoma macinnesi) és una espècie de ratpenat de la família dels rinopomàtids. Viu a Etiòpia, Kenya, Somàlia i Uganda. El seu hàbitat natural és el desert calent i temperat, i zones gairebé desèrtiques. No hi ha cap amenaça significativa per a la supervivència d'aquesta espècie, tot i que està afectada per la pèrdua d'hàbitat. Fou anomenat en honor del paleontòleg i expedicionari britànic Donald Gordon MacInnes.